# HD 91805
HD 91805，又名CD-43 6395，SAO 222170、HR 4154，是一颗恒星，视星等为6.08，位于銀經278.4，銀緯12.62，其B1900.0坐标为赤經10h 30m 50.3s，赤緯-43° 12.62′ 54″。